# Catch a Fire (film)
Catch a Fire is een Amerikaanse dramafilm uit 2006 onder regie van Phillip Noyce. Het verhaal is gebaseerd op ware gebeurtenissen ten tijde van het apartheidsregime in Zuid-Afrika.

## Verhaal
Patrick Chamusso (Derek Luke) is een eerlijke, beleefde en hardwerkende gekleurde inwoner van Zuid-Afrika. Dankzij zijn gedrag en inzet heeft hij zich opgewerkt tot ploegbaas bij het bedrijf waarvoor hij werkt, waardoor hij een eigen auto en huis bezit, waarin hij woont met zijn vrouw Precious (Bonnie Henna). Hij ondergaat de onderdrukking en regelmatige vernederingen die de apartheid hem oplegt gelaten, om ze maar zo vlot mogelijk achter de rug te hebben. In zijn vrije tijd is Chamusso coach van een voetbalteam voor kleine jongetjes.
Een andere groep gekleurde Zuid-Afrikanen is het apartheidsregime zat en wil koste wat kost gelijkheid bereiken voor alle Zuid-Afrikanen, blank en gekleurd. Op een dag dat Chamusso op pad is met zijn voetbalteam, plegen zij een bomaanslag op de Secunda olieraffinaderij. Chamusso heeft zonder dat Precious dat weet een kind bij een andere vrouw. Hoewel hij zijn echtgenote trouw is, zoekt hij zijn zoon wel op wanneer het kan, zoals nu. Wanneer de volgende dag Nic Vos (Tim Robbins) op de stoep staat om de bomaanslag te onderzoeken, heeft hij daardoor alleen geen alibi, omdat hij bij de moeder van zijn kind was.
Chamusso verklaart naar eer en geweten dat hij niets met de bomaanslag van doen had. Zijn ondervragers geloven hem alleen niet en onderwerpen hem aan allerlei fysieke pijn om een bekentenis uit hem te krijgen, of op zijn minst informatie waar ze wat mee kunnen. Wanneer ze daarvoor Precious mishandelen en haar bont en blauw voor Chamusso's ogen brengen, breekt er iets in hem. Op dat moment gaat hij op zoek naar mensen van het ondergrondse ANC om zich bij hen aan te sluiten en met hen mee te strijden voor vrijheid.

## Rolverdeling
| Acteur       | Personage          |
| ------------ | ------------------ |
| Tim Robbins  | Colonel Nic Vos    |
| Derek Luke   | Patrick Chamusso   |
| Bonnie Mbuli | Precious Chamousso |